# Batrachoseps simatus
Espèce
Statut de conservation UICN

 VU D2 : Vulnérable
Batrachoseps simatus est une espèce d'urodèles de la famille des Plethodontidae.

## Répartition
Cette espèce est endémique de la Californie aux États-Unis. Elle se rencontre dans le comté de Kern entre 450 et 1 220 m d'altitude dans le sud de la Sierra Nevada.
Les populations rencontrées dans le comté de Tulare, attribuées à cette espèce, sont probablement d'une autre espèce.

## Description
Batrachoseps simatus mesure de 90 à 130 mm dont 50 à 75 mm pour la queue.

## Publication originale
- Brame & Murray, 1968 : Three new slender salamanders (Batrachoseps) with a discussion of relationships and speciation within the genus. Science Bulletin. Natural History Museum of Los Angeles County, no 4, p. 1-35.